# 仙岳院
仙岳院（せんがくいん）は、宮城県仙台市青葉区東照宮にある、仙台藩第2代藩主・伊達忠宗が開基した天台宗・康国寺の塔頭寺院。仙台東照宮および平泉・中尊寺の別当寺。創建経緯から正式名称は眺海山康国寺仙岳院と考えられるが、江戸時代から康国寺を仙岳院と呼んでいた。
本尊は釈迦如来（釈迦牟尼仏）、脇侍は文殊菩薩と普賢菩薩（釈迦三尊）。仙台三十三観音11番札所。

## 歴史
仙台藩第2代藩主・伊達忠宗の夫人は、徳川秀忠の養女の振姫（徳川家康の次女督姫と池田輝政との娘）である。
忠宗は、家康を祭神とする東照宮の勧請の許可を江戸幕府第3代将軍・徳川家光から得て、1654年（承応3年）に玉田崎に仙台東照宮（北緯38度16分48.7秒 東経140度53分6.2秒 / 北緯38.280194度 東経140.885056度）を造営した。このとき、仙台東照宮の拝殿から南に東六番丁および清水小路へと直線的に接続する約10町（約1.1km）の参道も建設されたが、梅田川に架けられた橋（現・東照宮前橋）の南詰めに下馬（北緯38度16分37.6秒 東経140度53分4.2秒 / 北緯38.277111度 東経140.884500度）が設置され、下馬より南側が門前町として「御宮町」と名づけられた。下馬は梅田川より北側が結界であることを示し、仙台東照宮の鳥居と梅田川との間の参道両脇には寺院が配置された。これら寺院の1つが当院であり、仙台東照宮の別当寺として江戸の不動院住持である晃海が康国寺を開山し、その塔頭寺院となった。
開山以来、平泉・中尊寺の別当を兼ね、仙台藩領内の寺院では筆頭の格式であった。また、江戸・寛永寺の末寺ともなった。
子院（傍院）として延寿院（現存。北緯38度16分38.5秒 東経140度53分8.4秒）、宝蔵院、成就院、吉祥院があった。また、真浄殿には2代・徳川秀忠から14代・徳川家定までの歴代江戸幕府将軍の13基の位牌を安置した。

### 明治の神仏分離以降
明治維新期、神仏分離により仙台東照宮と分離し、寺禄廃止により多くの子院が廃寺となった。また、真浄殿に安置されていた歴代江戸幕府将軍の位牌も失われ、真浄殿は仙岳院本堂脇の境内に移築されて守り本尊と歴代住職の位牌を安置するようになった。
昭和期に、万日堂が「清浄光院万日堂」（北緯38度16分36.2秒 東経140度53分0.4秒 / 北緯38.276722度 東経140.883444度）として当院から独立した。

### 関連年表
- 1654年（承応3年）、仙台藩第2代藩主・伊達忠宗が創建。仙台東照宮および中尊寺の別当寺となる。承応年間（1652年〜1654年）に境内に山王権現社が勧請された。
- 1681年（天和元年）、仙台藩第4代藩主・伊達綱村が、仙台東照宮境内に真浄殿を造営[8]。
- 1765年（明和2年）、焼失。
- 1766年（明和3年）、復興。
- 1868年1月27日（慶応4年1月3日）、戊辰戦争始まる。
- 1868年4月5日（慶応4年3月13日）、明治政府が神仏判然令を布告し、同政府支配地域で神仏分離が始まる。
- 1868年6月25日（慶応4年5月6日）、仙台藩を中心として奥羽越列藩同盟成立。
- 1868年8月4日（慶応4年6月16日）、輪王寺宮公現法親王（北白川宮能久親王）が奥羽越列藩同盟の盟主となる。
- 1868年8月19日（慶応4年7月2日）〜同年11月25日（明治元年10月12日）、親王が当院に滞在[1]。親王滞在中の1868年10月27日（明治元年9月12日）、明治政府に仙台藩が降伏。これにより、明治政府の法令が仙台藩にも実質的に及ぶようになり、藩内で神仏分離・廃仏毀釈が広まり始める[10]。
- 1869年1月19日（明治元年12月7日）、戊辰戦争において賊軍となった奥羽越列藩同盟諸藩に対する処分が行われ、仙台藩は62万石から28万石に減封される。
- 1869年（明治2年）4月、困窮した仙台藩が禄制改革を実施し、寺社の知行地および扶持米を廃止[10]。寺社の困窮も始まる。
- 1871年8月29日（明治4年7月14日）、廃藩置県実施。これにより寺社は藩の後ろ盾を完全に失い、次々と廃寺となる。
- 1873年（明治6年）1月、当院が所蔵する神器を仙台東照宮に渡すよう、宮城県から命じられる[10]。神器の引渡しにより、当院は仙台東照宮と分離され、別当寺ではなくなる。
- 1929年（昭和4年）9月29日開業の仙山東線（後の仙山線）の建設により、山門を移動[11]。
- 1997年（平成9年）、本尊の釈迦三尊像が仙台市登録有形文化財に登録される[12]。

## 本尊以外の仏像
東照宮本地仏である薬師如来のほか、日光菩薩、月光菩薩、薬師十二神将が安置されている。「小萩観音」については以下参照。

### 小萩観音
十一面観音で、仙台三十三観音第11番札所本尊となっている。平安時代末期から鎌倉時代に生きた石塚民部守時の妻「小萩」の念持仏とされるためこの名があり、行基の作と伝承されている。
守時は奥州藤原氏一族の藤原忠衡の家来で、1189年（文治5年）の奥州合戦の際に忠衡の女児を源頼朝軍からかくまって、夫婦とも陸奥国賀美郡清水村（現・宮城県加美郡色麻町清水）の清水寺（北緯38度33分51.7秒 東経140度48分49.6秒 / 北緯38.564361度 東経140.813778度）にいる弟の観円のもとに移り出家した。1205年（元久2年）、守時の故郷である陸奥国宮城郡小田原村福沢（現・宮城県仙台市青葉区宮町4丁目）に移り、福澤明神（現・福澤神社。北緯38度16分31.8秒 東経140度53分10.8秒）に観音像を納めた。女児および守時が死んだ後、小萩は福澤明神の宮守をしながら観音堂を建て、2人の冥福を祈った。
1264年（文永元年）に天神社（長命坂天神、長命荘天満宮。北緯38度17分4.1秒 東経140度53分6.8秒）が創建されると、いつの時期かに小萩観音が天神社へと遷された。
天神社は1611年（慶長16年）に玉田崎へ遷宮し、1649年（慶安2年）に仙台東照宮の普請に伴ってやや東に移動させられ、1667年（寛文7年）にはさらに榴ヶ岡に遷されて天満天神宮（現・榴岡天満宮）となったが、これに合わせて小萩観音も移転し、天満宮の別当寺「萩徳山仏生寺」となった。
明治維新期に仏生寺は廃寺となり、小萩観音は一時、商家の所有となっていたが当院が譲り受けた。近年、ログハウスの観音堂が新築された。

## アクセス
現住所は、宮城県仙台市青葉区東照宮1丁目1-16（北緯38度16分41.9秒 東経140度53分3.3秒 / 北緯38.278306度 東経140.884250度）。1972年（昭和47年）の住居表示実施前は仙台市北六番丁。
- JR仙山線・東照宮駅から徒歩3分。